# هاري شيب
هاري شيب (بالإنجليزية: Harry Shipp)‏ (7 نوفمبر 1991 بليك فورست في الولايات المتحدة - ) هو لاعب كرة قدم أمريكي في مركز الوسط. لعب مع إمباكت مونتريال وسياتل ساوندرز وشيكاغو فاير وChicago Fire U-23 ‏.

## روابط خارجية
- هاري شيب على موقع الدوري الأمريكي (الإنجليزية)
- هاري شيب على موقع قاعدة بيانات كرة القدم.إي يو (الإنجليزية)
- هاري شيب على موقع Soccerway.com (الإنجليزية)
- هاري شيب على موقع عالم كرة القدم.نت (الإنجليزية)